# Mercedes-Benz B-klass
Mercedes-Benz B-Klass är en serie små MPV:er, tillverkade av den tyska biltillverkaren Mercedes-Benz sedan 2005.
Tekniken baseras på Mercedes-Benz A-klass. 

## W245 (2005-2011)
Se vidare under huvudartikeln Mercedes-Benz W245.

## W246 (2011-2018)
Se vidare under huvudartikeln Mercedes-Benz W246.

## W247 (2018-)
Se vidare under huvudartikeln Mercedes-Benz W247.

## Bilder

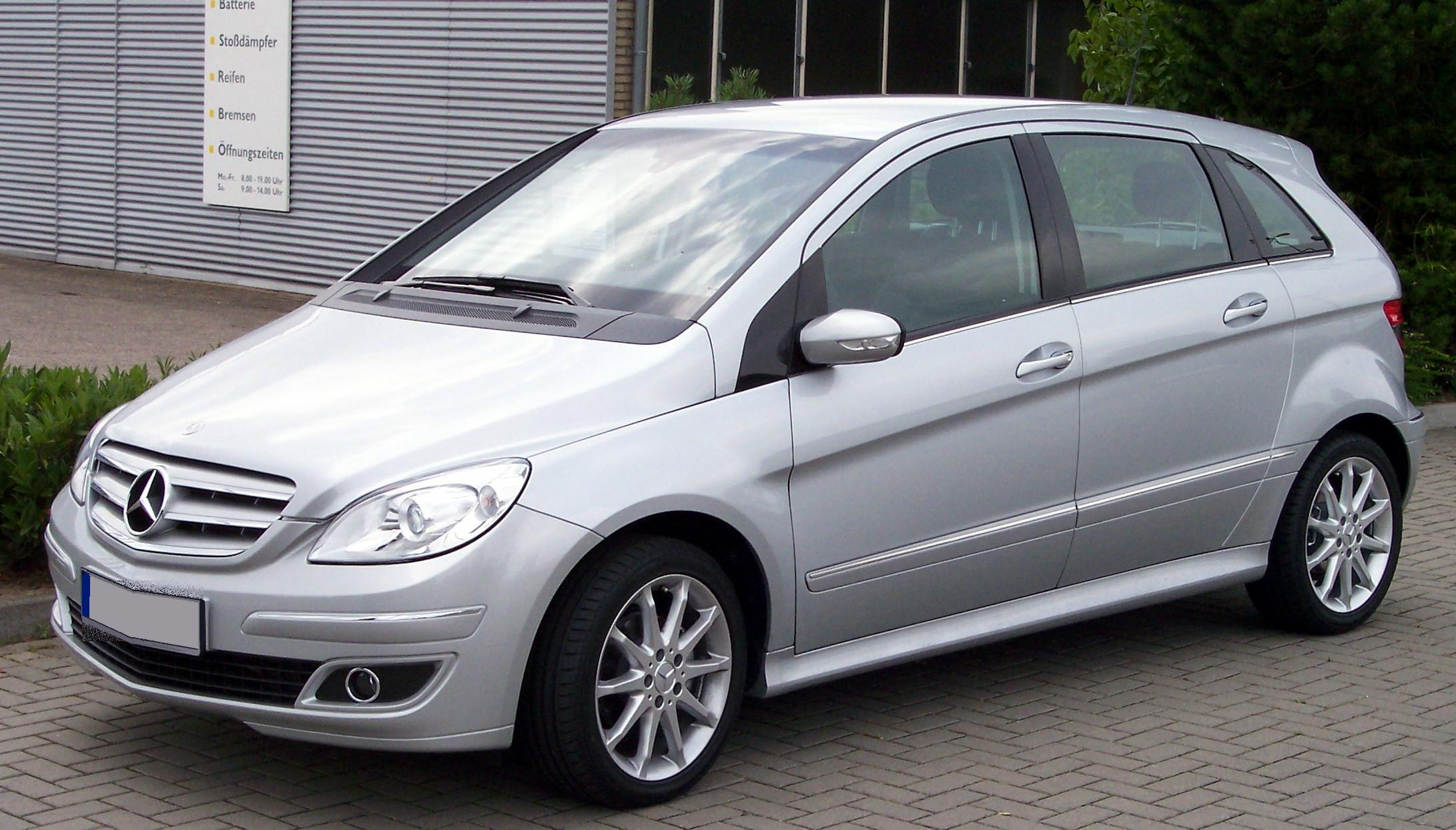
Mercedes-Benz W245.
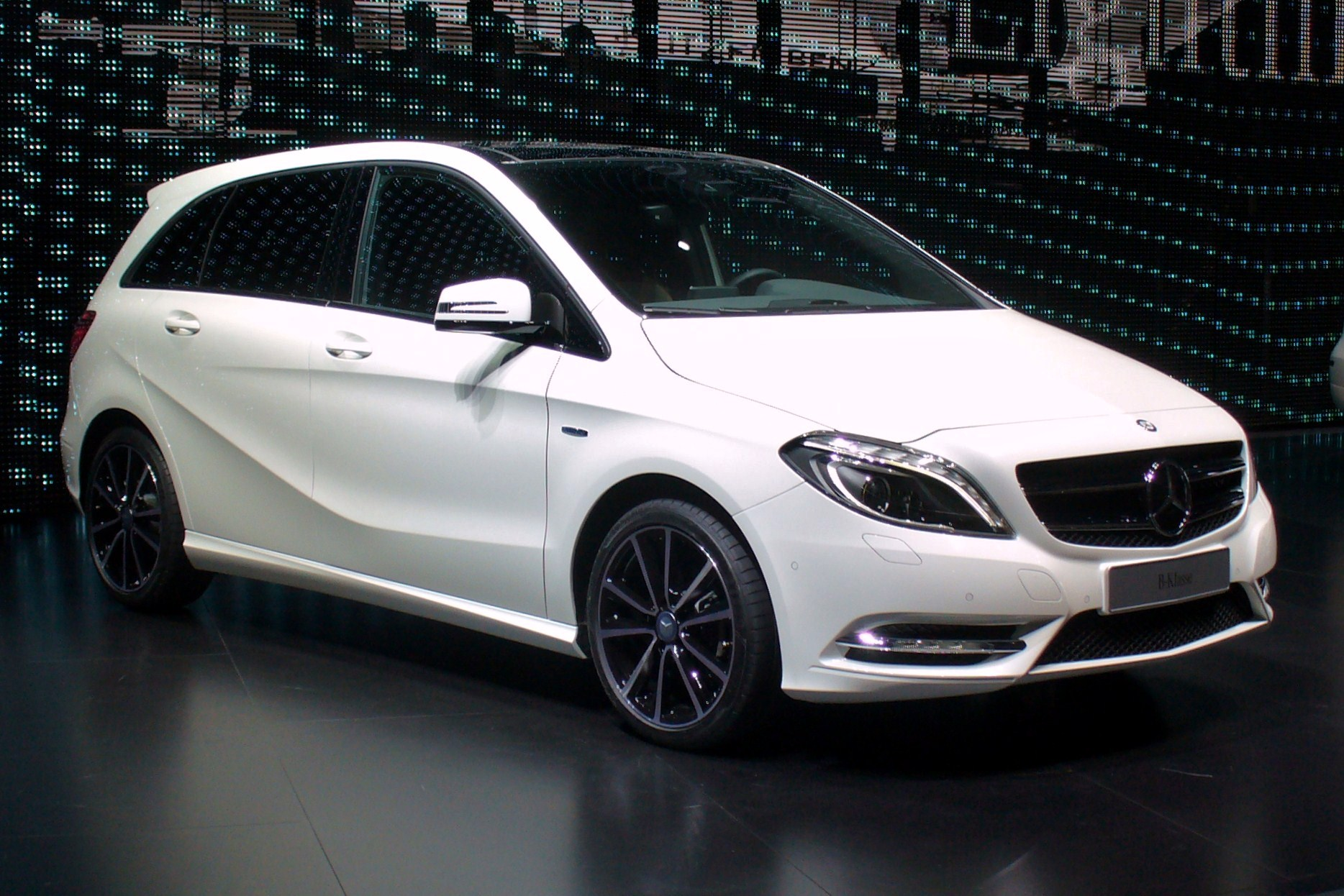
Mercedes-Benz W246.
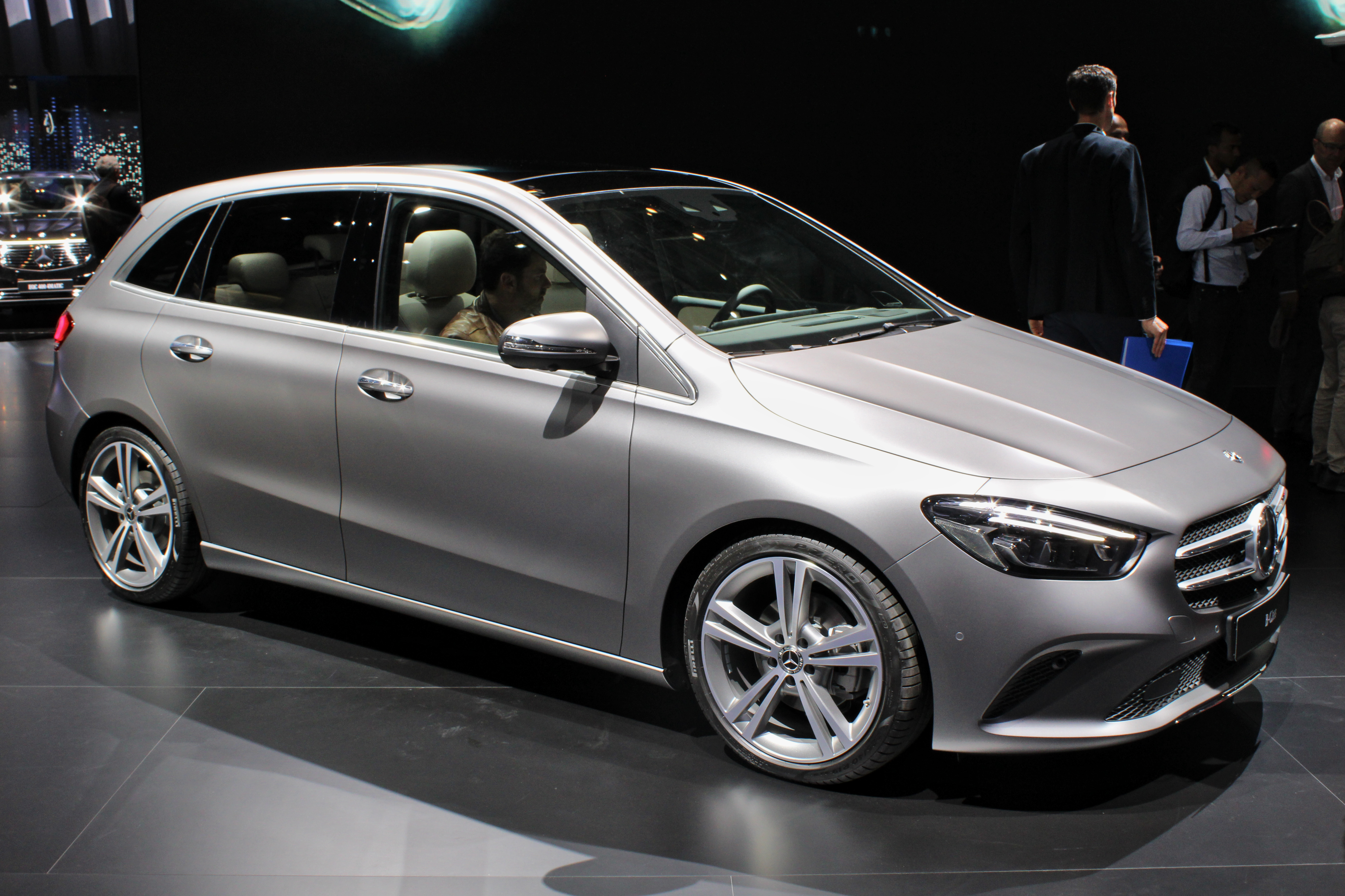
Mercedes-Benz W247